# Catocala amica
Catocala amica là một loài bướm đêm thuộc họ Erebidae. Nó được tìm thấy ở miền nam Canada (Ontario và Quebec) qua miền đông Hoa Kỳ, westward tới Oklahoma và Arizona và northward tới Minnesota.
Subspecies Catocala amica lineella, tiếng Anh thường gọi là Little Lined underwing hoặc Steely Underwing, is now considered to be a valid species, Catocala lineella.
Sải cánh dài 35–40 mm. Con trưởng thành bay từ tháng 6 đến tháng 9 tùy theo địa điểm.
Ấu trùng ăn các loài Quercus, bao gồm Quercus macrocarpa, Quercus alba, Quercus bicolor, Quercus coccinea, Quercus ilicifolia, Quercus prinoides, Quercus prinus, Quercus rubra, Quercus stellata và Quercus velutina.

## Hình ảnh

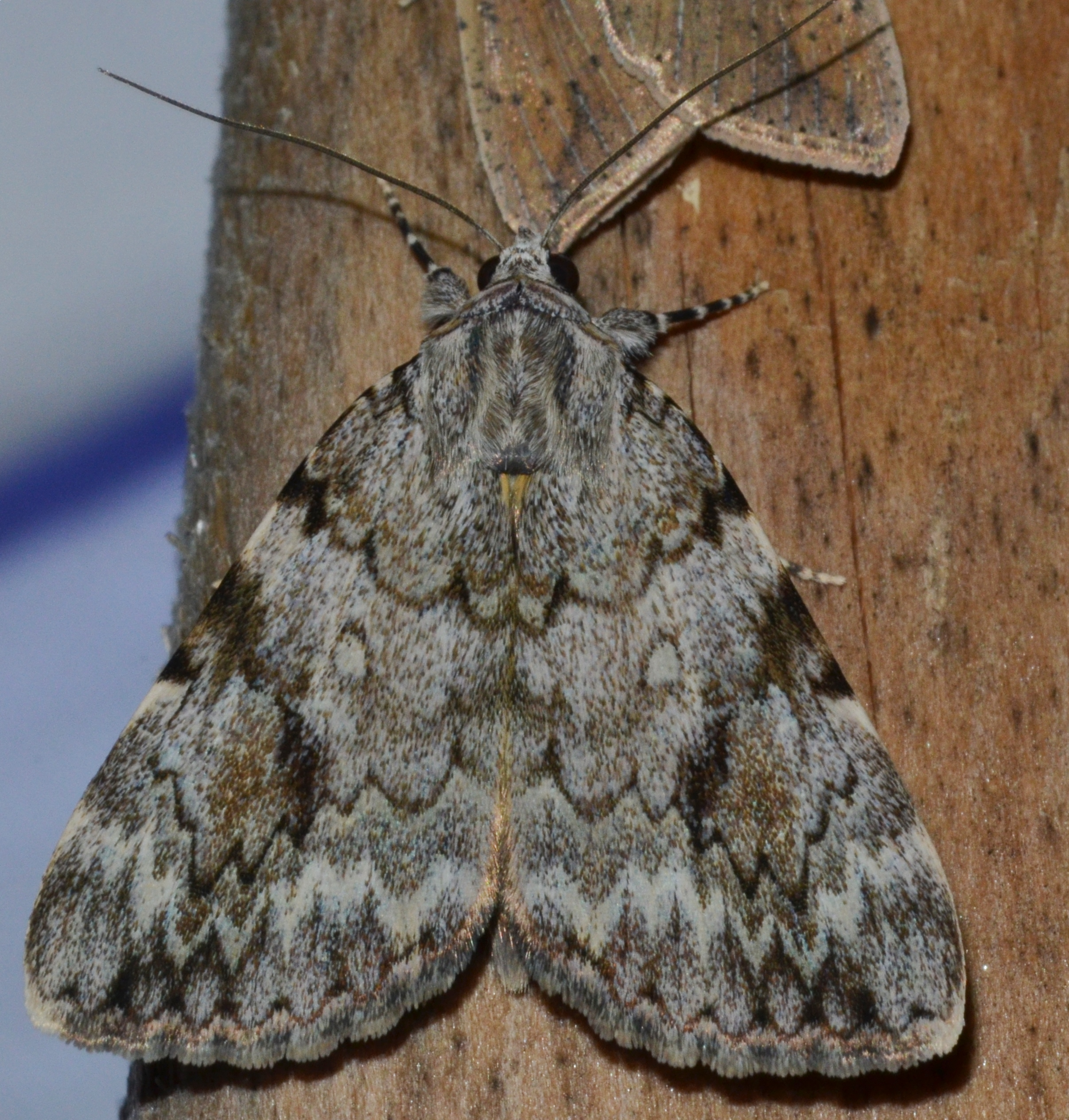